# ローマ・アエクイ戦争
ローマ・アエクイ戦争（ローマ・アエクイせんそう）は、古代ローマ初期の拡大期における、東隣のアエクイ族とのイタリア中央部での一連の戦争である。
ティトゥス・リウィウスによると、王政ローマ最後の王タルクィニウス・スペルブスがアエクイと平和条約を結んだという。
アエクイ族はローマと、紀元前458年のアルギドゥス山の戦い（en）を含む、何度かの戦いを経験している。その中心部は紀元前484年にローマに占領され、またそれから90年後にも再占領されている。
紀元前5世紀の後半になると、ローマとアエクイ族の戦いの記録は減ってくる。この頃にはローマとアエクイ族の関係はより安定したものとなり、結果として襲撃の頻度も減ってきたのであろう。
アエクイ族は第二次サムニウム戦争が終わるまで、征服されることはなかった。

## 紀元前494年のアエクイ族の侵攻
紀元前494年、ローマではパトリキ（貴族）とプレブス（平民）の対立が激化しており、それを見たウォルスキ族、サビニ族、アエクイ族は同時に軍事行動を起こした。この危機に、ローマはマニウス・ウァレリウス・マクシムスを独裁官に選出した。10個ローマ軍団が編成されたが、これはそれまで編成された最大の軍であり、うち3個軍団が執政官ティトゥス・ウェトゥリウス・ゲミヌス・キクリヌスの下アエクイ族と戦うこととなった。
アエクイ族はラティウムに侵略、ウェトゥリウスはラティウム同盟都市からの要請を受けて、ラティウムに向かった。ローマ軍が到着すると、アエクイ族はラティウムを離れ東側の安全な山中に撤退した。
ローマ軍も直ぐにアエクイ軍野営地のある山岳部に向かった。アエクイ軍野営地は険阻な場所にあったため、ウェトゥリウスは早急な攻撃を行うことを望まなかったが、ローマでの政治問題のために早くローマに戻りたい兵士達は、直ちに攻撃を行うことを望んだ。このため、ローマ軍兵士達はアエクイ軍野営地に向かって丘を登り始めた。これを見たアエクイ兵はローマ軍の勇敢さに驚き、野営地を捨てて脱走した。ローマ軍は野営地を占領、遺棄された戦利品を確保し、無血での勝利を収めた。

## 紀元前488年のローマの攻撃
紀元前488年、ローマを追放され復習に燃える将軍ガイウス・マルキウス・コリオラヌスとウォルスキ族のアッティウス・トゥッリウス（en）が指揮するウォルスキ軍がローマを攻撃・包囲した。コリオラヌスはローマ市内にいた母に説得され、撤退した。しかしウォルスキ軍は引き返し、ローマを再び攻撃、さらにアエクイ軍と合流した。しかし、アエクイはトゥッリウスを指導者として受け入れることを拒否、論争となりついには両軍の間に戦闘が発生した。結果、両軍とも弱体化し、どちらもローマの脅威ではなくなった。

## 紀元前485年、継続する敵意
ウオルスキとアエクイは、紀元前485年に再びローマに敗北する。執政官クィントゥス・ファビウス・ウィブラヌス は、戦利品を国庫収入としたためプレウブスの怒りを買った。
紀元前484年、ウオルスキとアエクイは再びローマに敗北する。執政官ルキウス・アエミリウス・マメルクスは敵軍を撃破、ローマ軍騎兵は敗走する敵兵を追撃し、多数を殺害した。
アエクイは紀元前482年に再び武備を整えた。紀元前481年、アエクイはラティウムのオルトナを包囲したため、ローマも軍を編成し執政官カエソ・ファビウス・ウィブラヌスが率いた。ローマ軍とアエクイ軍は激突したが、アエクイ軍はローマ軍騎兵の突撃だけで粉砕された。ファビウスはパトリキであり、またファビウス自身がプレブスの歩兵から嫌われていたため、歩兵はアエクイ軍の追撃を拒否した。とは言え、ファビウスとその軍は勝利を収めてローマに戻った。
紀元前479年、カエソ・ファビウスは再び執政官に就任した。この年にもアエクイはラテン人領域に侵入し、ファビウスはこれに対処することとなった。しかしアエクイ軍は彼らの城壁都市に撤退したため、特筆すべき戦闘は発生しなかった。もう一人の執政官ティトゥス・ウェルギニウス・トリコストゥス・ルティルスがウェイイで危機に陥ったとの情報が届いたため、ファビウスは軍を率いて救援に向かった。

## 紀元前388年の反乱
紀元前390年、ガリア人がアッリアの戦いでローマに勝利し、続いてローマを略奪した。古代の歴史家は、紀元前389年にローマが打撃を受けたと見たエトルリア、ウォルスキおよびアエクイは戦備を整えたとする。リウィウスとプルタルコスによれば、アエクイはその軍をボラエ（en）に集結した。しかしローマの独裁官マルクス・フリウス・カミルスはウオルスキに大勝利を収めたばかりであった。フリウスはアエクイ軍を奇襲し、その野営地とボラエを占領した。シケリアのディオドロスによれば、カミルスが攻撃を仕掛けたとき、アエクイ軍はボラエを包囲中であった。リウィウスによると、紀元前388年のローマ軍は再びアエクイ領を略奪したが、抵抗は受けなかったとする。オークレー（1998）は、紀元前389年と紀元前388年のローマのアエクイに対する勝利は、紀元前304年までアエクイに関する記録がなくなることから、歴史的事実と考えている。しかし原資料の不一致のためボラエでの戦いの正確なことは不明である。ボラエはラテン人の都市であるが、ローマとアエクイの戦いの場であり、何度か立場が変わっている。このため、ボラエをアエクイが占領した後にローマが再占領した、あるいはアエクイの包囲は失敗した、の双方が考えられる。

## 参考資料
1. ↑  リウィウス『ローマ建国史』1:55
2. ↑  シケリアのディオドロス、xi.140
3. ↑  シケリアのディオドロス、xiv.106
4. ↑  Cornell, T. J. (1995). The Beginnings of Rome- Italy and Rome from the Bronze Age to the Punic Wars (c. 1000-264 BC). New York: Routledge. p. 309. ISBN 978-0-415-01596-7
5. ↑  リウィウス、ix. 45, fx. i、ディオドロス、xx. 101
6. ↑  キケロ, Off. i. n, 35
7. ↑  リウィウス『ローマ建国史』2:30
8. ↑  リウィウス『ローマ建国史』2:31
9. ↑  リウィウス『ローマ建国史』2:40
10. 1 2  リウィウス『ローマ建国史』2.42
11. ↑  リウィウス『ローマ建国史』2.43
12. ↑  リウィウス、2.48
13. ↑  リウィウス、vi.2.14、プルタルコス、Camillus 33.1, 35.1
14. ↑  シケリアのディオドロス、xiv.117.4
15. ↑  リウィウス、vi.4.8
16. ↑  Oakley, S. P. (1997). A Commentary on Livy Books VI-X, Volume 1 Introduction and Book VI. Oxford: Oxford University Press. pp. 352–353. ISBN 0-19-815277-9